# Hásteinsvöllur
Hásteinsvöllur is de naam van een sportstadion in de IJslandse stad Vestmannaeyjar, op het gelijknamige eiland. 
Het stadion wordt meestal gebruikt voor voetbalwedstrijden en is de thuisbasis van ÍBV. Het stadion heeft een totale capaciteit van rond de 3.000 plaatsen. Het werd gerenoveerd in 2002.
De speellocatie kent aan de noord- en zuidkant een zittribune. Sinds 2025 is de ondergrond van kunstgras.